# Bachir Samb
Mouhamadou Bachir Samb (Las Palmas, 22 février 1997), plus connu sous le nom Bachir Samb, est un chanteur, acteur, écrivain et producteur espagnol.

## Biographie
Mouhamadou Bachir Samb est né à Las Palmas en Espagne. Il étudie le théâtre à Barcelone, où commence à faire des petits projets tels que des courts métrages. Après avoir terminé ses études, il déménage à Madrid, où il commence sa carrière.

## Carrière
Il apparaît à la télévision pour la première fois dans la série La que se avecina (saison 12). Il participe à la saison 4 de Madres. Son premier long métrage est The Assault, réalisé par Benedito Zambrano et actuellement en post-production.
En 2021, il publie son premier livre autobiographique, Une lettre à Adeline,,. Le livre aborde différents thèmes  : identité, contact, évolution, maturité, etc. Après la parution de son livre, Bachir Samb écrit et sort sa première chanson, basée sur le livre, intitulée Adeline, qui a servi d'hommage à sa grand-mère espagnole avec laquelle il vivait. Depuis lors, il écrit ses propres chansons basées sur des histoires vraies ,,.

## Discographie

### Single
- Karma (2024)
- Ábremelo (2024)
- Señorita (2024)
- Défi (2024)
- Saveur (2024)
- Confiance (2023)
- Je regrette (2023)
- Trop Tard (2022)
- Aquí Estaré (2022)
- Je serai là (2022)
- Seconde chance (2022)
- Si Me Dijeras Que Sí (2022)
- Adelina (2021)